# Valle del Tasso-Sagittario
La Valle del Tasso-Sagittario è una valle dell'Appennino abruzzese, posta nella bassa provincia dell'Aquila, tra i Monti Marsicani, separando la zona degli Altipiani maggiori d'Abruzzo e la Valle del Gizio ad est, attraverso la dorsale montuosa del Monte Genzana-Monte Serra Rocca Chiarano e a ovest da quella dell'Alto Sangro attraverso la dorsale della Montagna Grande-Monte Marsicano.

## Geografia fisica
Percorsa da sud a nord dai fiumi Tasso e Sagittario (rispettivamente immissario ed emissario del Lago di Scanno) a partire da Passo Godi fino a Cocullo, attraversa i territori dei comuni di Scanno, Villalago, Anversa degli Abruzzi e Cocullo, passando attraverso le Gole del Sagittario con l'omonima riserva e i laghi di Lago di Scanno e di San Domenico ed è una zona turistica limitrofa a quella del Parco nazionale d'Abruzzo, Lazio e Molise a ovest.

### Orografia

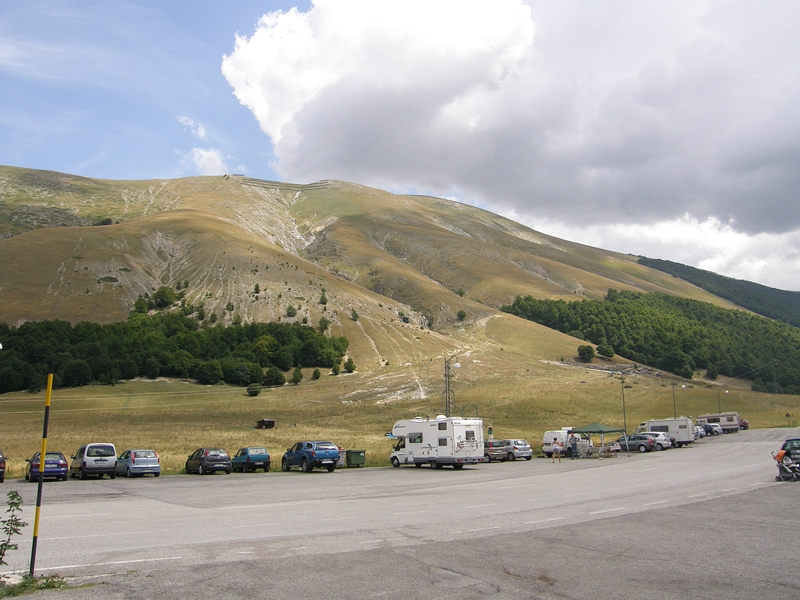
Monte Serra Rocca Chiarano

L'area si estende da quote collinari (560 m di Anversa) fino a quote di media montagna (1.640 m di Passo Godi). A sinistra della valle si incontrano i gruppi montuosi del Monte Genzana e del Monte Serra Rocca Chiarano, sulla destra quelli della Montagna Grande, Collerotondo, Monte Godi e Monte Marsicano.

### Gole

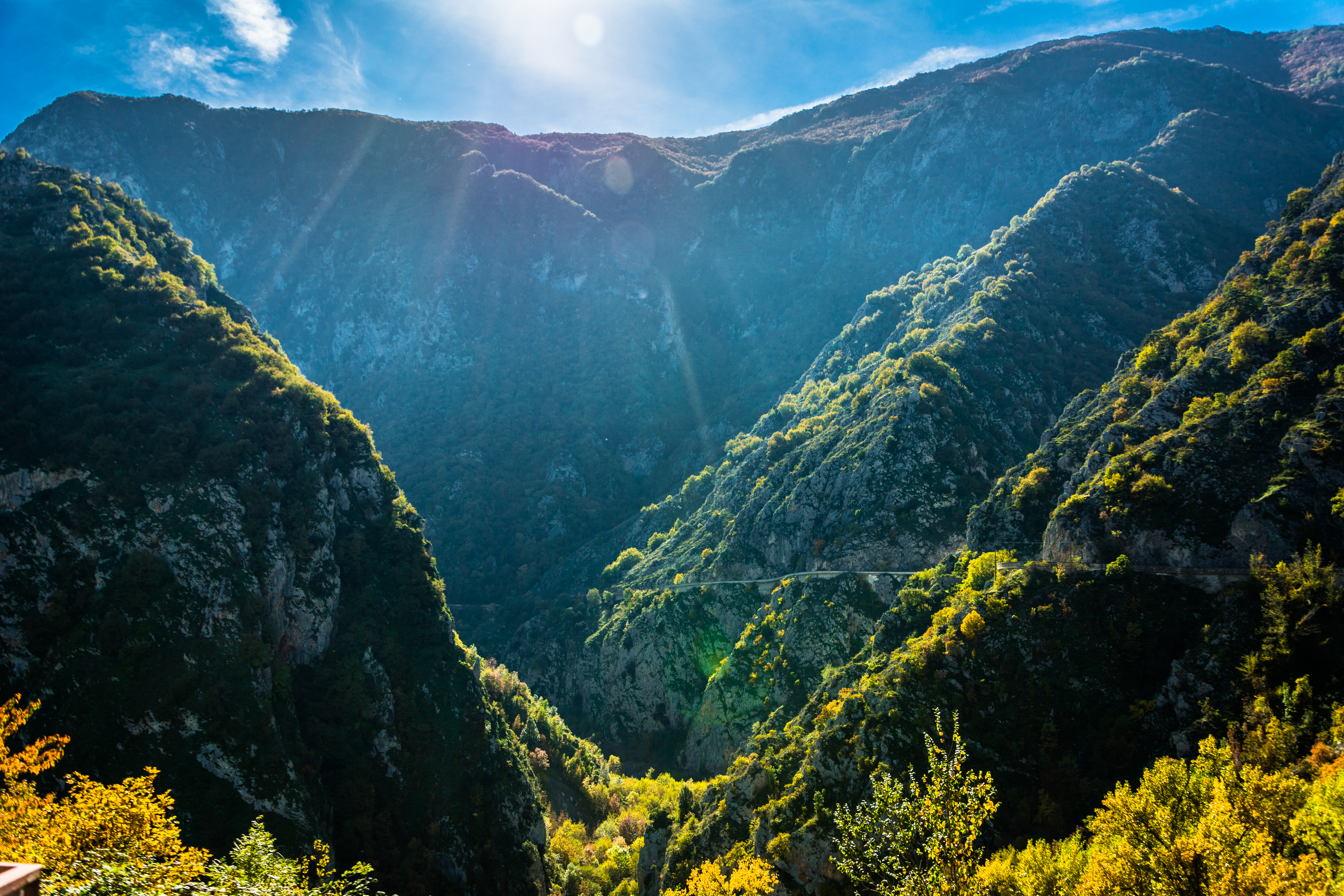
Gole del Sagittario

La bassa valle del Tasso-Sagittario è caratterizzata dalla presenza delle cosiddette Gole del Sagittario, che dalla zona del Lago di San Domenico scendono impervie fino ad Anversa degli Abruzzi, passando per la frazione di Castrovalva.

### Idrografia

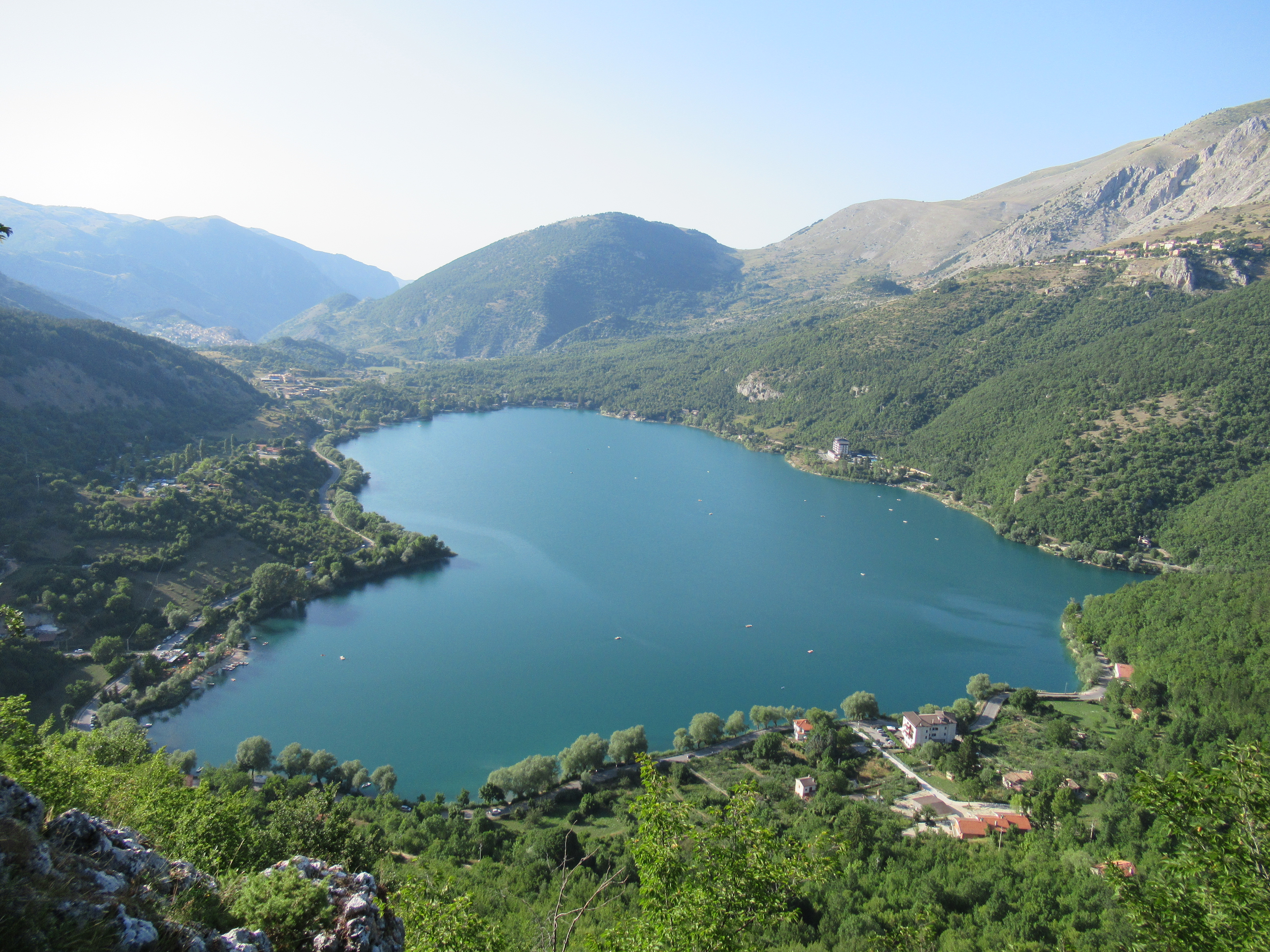
Lago di Scanno

I fiumi che scorrono nella valle sono il Tasso, nella parte alta e Sagittario nella parte bassa. Sono inoltre presenti il lago di Scanno e il lago di San Domenico, alimentati principalmente dai due fiumi.

## Geografia antropica

### Comuni
I comuni interessati sono:
- Scanno
- Villalago
- Anversa degli Abruzzi
- Cocullo

## Infrastrutture e trasporti
L'intera area è attraversata da una sola arteria stradale, la Strada statale 479 Sannite, che dalla Conca Peligna (Sulmona) raggiunge Villetta Barrea congiungendosi alla strada statale 83 Marsicana nella zona dell'Alto Sangro.

## Monumenti e luoghi d'interesse
La natura delle Gole si trova intorno ai centri di Anversa degli Abruzzi, Cocullo, Villalago e Scanno, da dove è possibile raggiungere anche i rispettivi laghi.

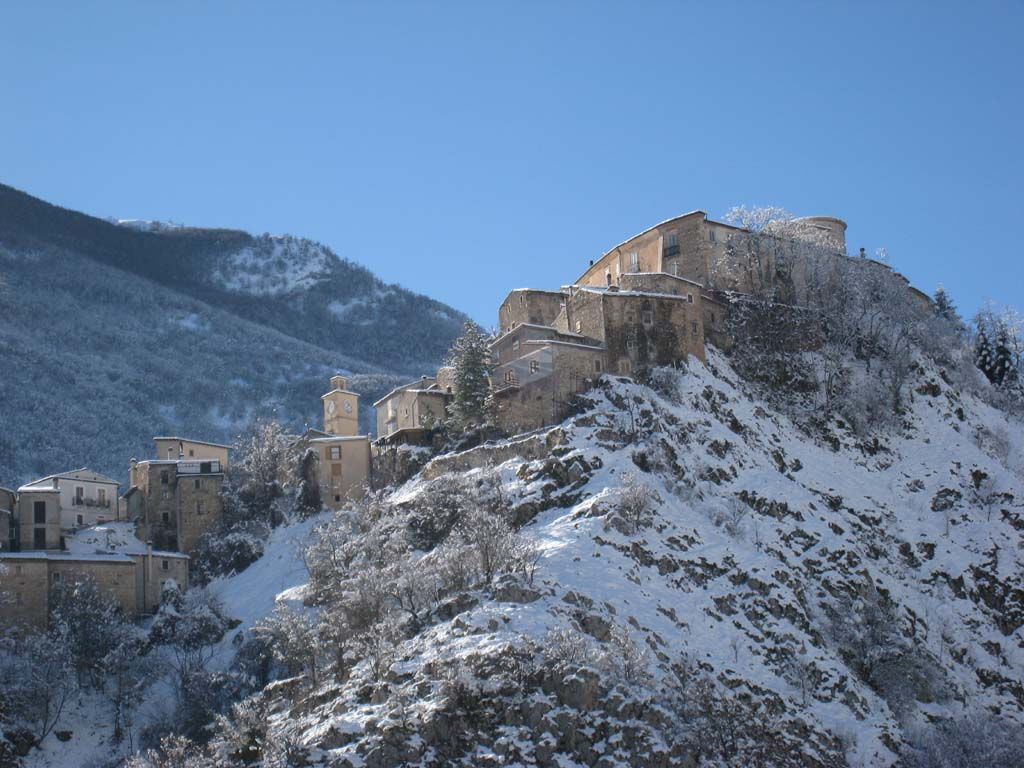
Rocca di Villalago

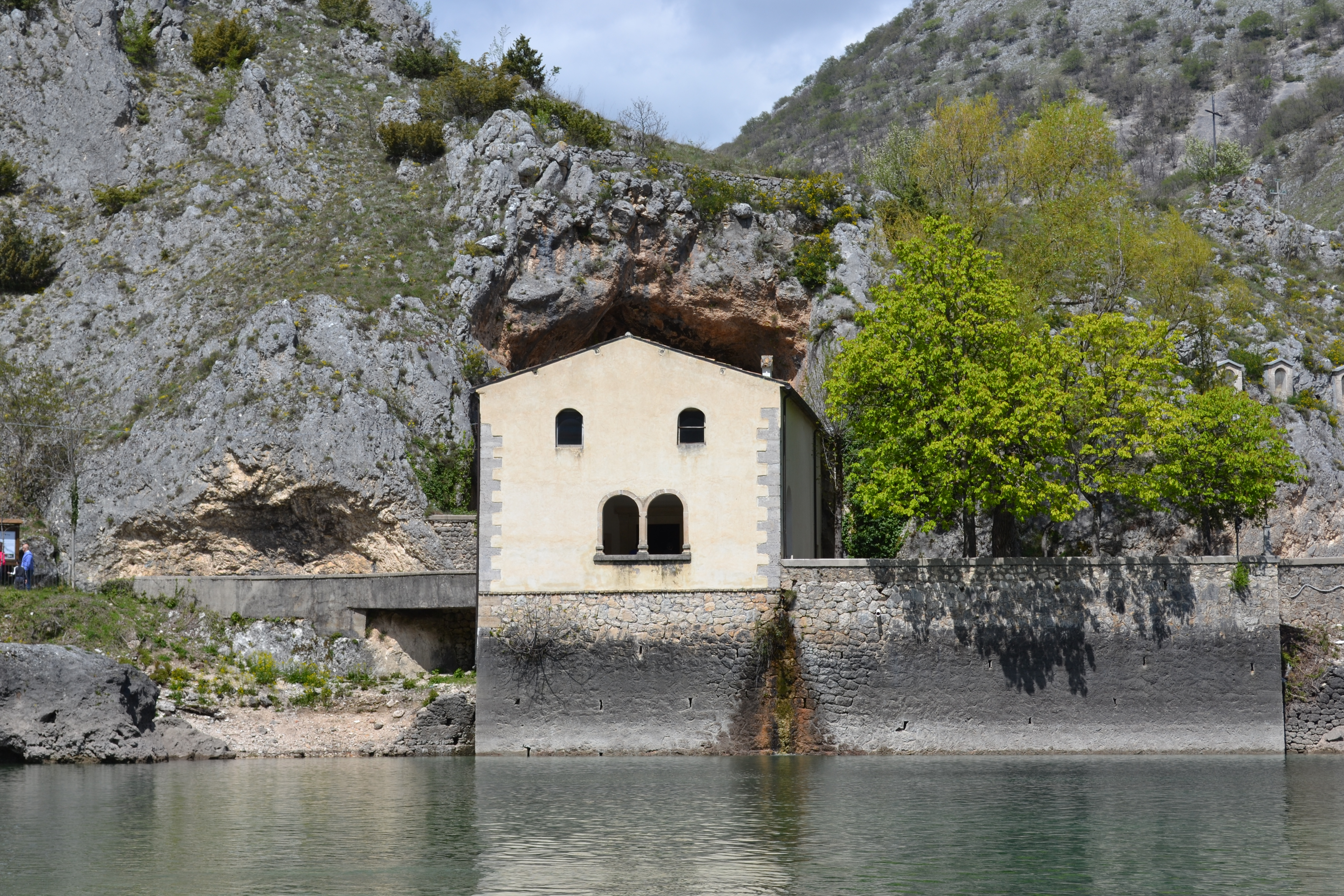
Eremo di San Domenico (Lago di San Domenico - Villalago)

- Parco Letterario D'Annunzio del Castello di Sangro di Anversa
- Borgo di Frattura vecchia
- Lago di Scanno
- Lago di San Domenico
- Lago Pio
- Chiesa della Madonna delle Grazie di Cocullo
- Chiesa della Madonna del Lago
- Eremo di Sant'Egidio
- Eremo di San Domenico
- Rocca di Villalago

### Giardino botanico
Nell'area delle Sorgenti del Cavuto è presente un interessante Giardino Botanico, curato dal WWF con funzioni di conservazione, didattiche e divulgative per la flora che vegeta nell'area.

### Sentieristica

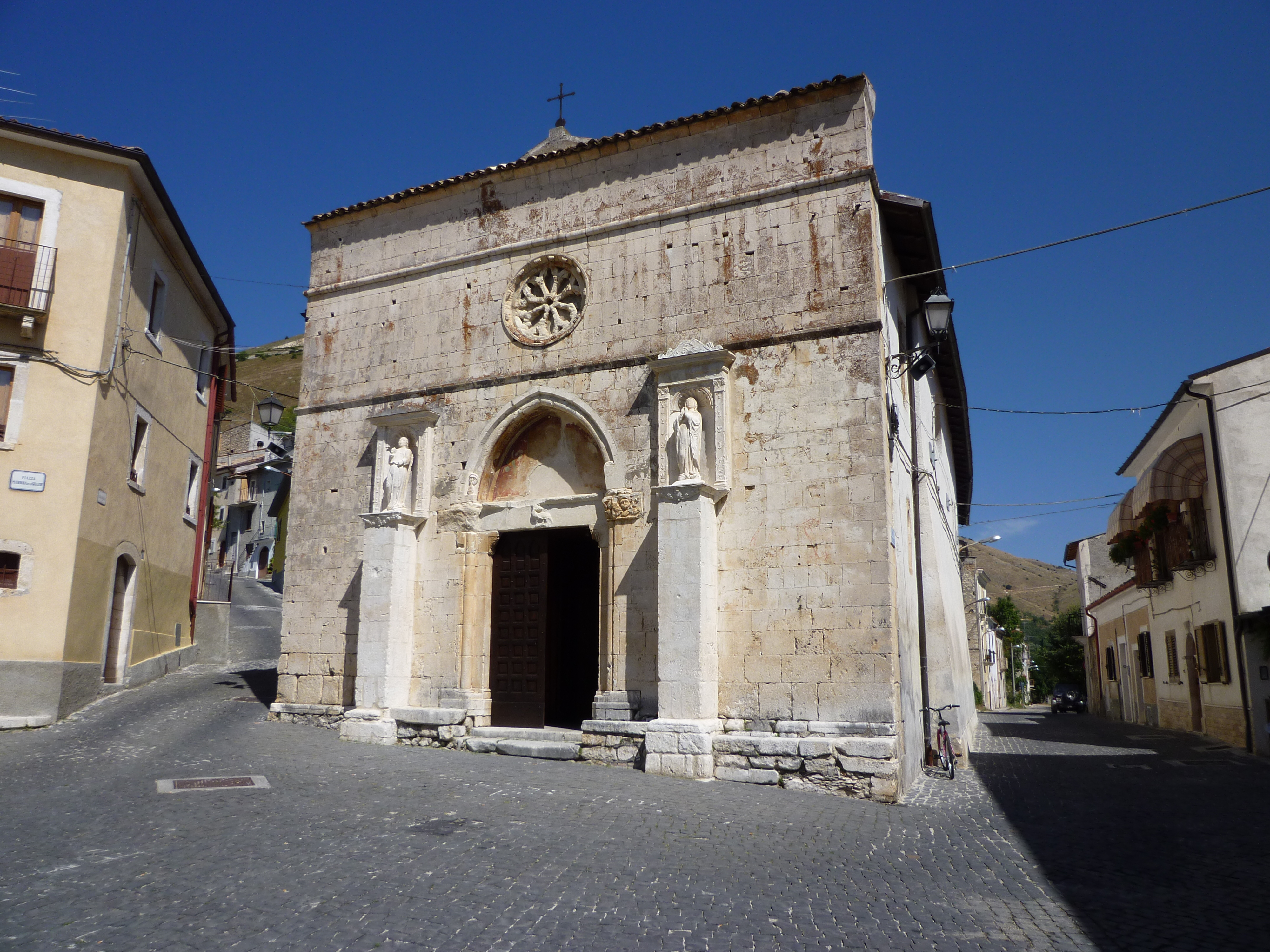
Chiesa di Santa Maria delle Grazie a Cocullo

Nella Riserva sono presenti alcuni sentieri tracciati dal CAI. Dalle Sorgenti del Cavuto poste a quota 500, indicazioni conducono gli escursionisti verso il pittoresco abitato di Castrovalva, tramite il sentiero geologico n. 18 CAI, che si inerpica sino alla strada asfaltata che reca al paese (all'incrocio con la Strada Regionale 479). Giunti al bivio è possibile proseguire sul lato destro verso il Sentiero degli Aceri per raggiungere il Sentiero Floristico; in alternativa è possibile procedere seguendo la strada per Castrovalva per raggiungere il Colle San Michele dove si erge l'omonima chiesetta (quota 802). Il ritorno al punto base del Giardino Botanico è reso possibile da un altro sentiero che si imbocca dal cimitero del paese (quota 810) per avviarsi sul sentiero n. 19 CAI, che chiude un itinerario disposto in modo anulare.
L'intero percorso ad anello è percorribile in circa 3 ore, mentre l'ascesa dal Giardino Botanico al Colle San Michele può essere coperta in circa un'ora e mezza di marcia.